# Saint-Ours, Puy-de-Dôme
Saint-Ours är en kommun i departementet Puy-de-Dôme i regionen Auvergne-Rhône-Alpes i centrala Frankrike. Kommunen ligger i kantonen Pontgibaud som tillhör arrondissementet Riom. År 2022 hade Saint-Ours 1 691 invånare.

## Befolkningsutveckling
Antalet invånare i kommunen Saint-Ours
| Referens: INSEE |